# 黑斑尖長蝽
黑斑尖長蝽（学名：Oxycarenus lugubris）为長蝽科尖長蝽屬下的一个种。